# 3950-es busz
A 3950-es jelzésű autóbuszvonal regionális autóbusz-járat Tiszaújváros és Tiszadob között, Tiszagyulaháza érintésével, melyet a Volánbusz lát el.

## Közlekedése
A keresztirányú járat Borsod-Abaúj-Zemplén vármegye egyik legnagyobb városát, a járásközpont Tiszaújvárost köti össze a két megyével(!) odébb, Szabolcs-Szatmár-Bereg vármegye területén fekvő Tiszadobbal. A járművek a Hajdú-Bihar vármegyei Polgári járás székhelyén, Polgáron át közlekednek, legtöbb indítása csak Tiszagyulaházáig közlekedik, onnan indul. Az indítások Tiszaújváros belterületét is feltárják, napi fordulószáma magasnak mondható.

## Megállóhelyei
| 0  | Tiszaújváros, autóbusz-állomás végállomás | 21 | 1, 1A, 2, 3 1057, 1341, 1369, 1370, 1372, 1374, 1424, 1427, 3731, 3733, 3734, 3737, 3739, 3744, 3745, 3752, 3952, 3960, 3963, 3964, 3965, 3966, 3967, 3968, 3969, 3970, 3971, 3974, 3975, 4008, 4484 |
| 1  | Tiszaújváros, művelődési ház              | 20 | 2, 3 1424, 3733, 3734, 3739, 3744, 3745, 3952, 3960, 3963, 3965, 3966, 3968, 3970, 3971, 3975, 4008, 4484                                                                                            |
| 2  | Tiszaújváros, bejárati út                 | 19 | 2 1341, 1369, 1370, 1372, 1424, 1426, 1450, 3733, 3734, 3739, 3744, 3745, 3952, 3960, 3963, 3964, 3965, 3968, 3970, 3971, 3975, 4008, 4484                                                           |
| 3  | Tiszaújváros, MOL autóbusz-váróterem      | 18 | 1450, 3733, 3734, 3744, 3745, 3952, 3960, 3963, 3964, 3965, 3966, 3968, 3970, 3971, 3974, 3975, 4008, 4484                                                                                           |
| 4  | Tiszaújváros, bejárati út                 | 17 | 2 1341, 1369, 1370, 1372, 1424, 1426, 1450, 3733, 3734, 3739, 3744, 3745, 3952, 3960, 3963, 3964, 3965, 3968, 3970, 3971, 3975, 4008, 4484                                                           |
| 5  | Tiszaújváros, ÉMKK üzemegység             | 16 | 2 1369, 1370, 1372, 1424, 1450, 3739, 3744, 3952, 3960, 3963, 3964, 3965, 4008, 4484 |
| 6  | Tiszaújváros, Dózsa György utca           | 15 | 1450, 3952, 3960, 3963, 3964, 3965, 4008, 4484 |
| 7  | Tiszapart városrész elágazás              | 14 | 2 1369, 1370, 1372, 1424, 1450, 3739, 3744, 3952, 3960, 4484 |
| 8  | Tiszaújváros, Tiszagát őrház              | 13 | 1424, 1450, 3739, 3744, 3952, 3960, 4484 |
| 9  | Polgári tanyák (24,2-es km tábla)         | 12 | 1424, 1450, 3739, 3744, 3952, 3960, 4484 |
| 10 | Polgár, strandfürdő                       | 11 | 1369, 1424, 1450, 3739, 3744, 3952, 3960, 4484 |
| 11 | Polgár, autóbusz-váróterem                | 10 | 1059, 1341, 1369, 1370, 1372, 1374, 1424, 1426, 1427, 1450, 3739, 3744, 3952, 3960, 4241, 4463, 4482, 4484, 4488                                                                                     |
| 12 | Polgár, nyíregyházi útelágazás            | 9  | 1370, 1426, 3952, 4241 |
| 13 | Polgár, Tanyi-tanya                       | 8  | 3952, 4241 |
| 14 | Újtikos, elágazás                         | 7  | 1341, 1370, 1424, 1426, 1427, 3952, 4241 |
| 15 | Újtikos, vasúti átjáró                    | 6  | 3952, 4241 |
| 16 | Újtikos, kultúrház                        | 5  | 3952, 4241 |
| 17 | Tiszagyulaháza, iskola                    | 4  | 3952, 4241 |
| 18 | Tiszagyulaháza, községháza                | 3  | 4241 |
| 19 | Tiszadob, vasútállomás elágazás           | 2  | 4239, 4240, 4241, 4247 |
| 20 | Tiszadob, húsbolt                         | 1  | 4239, 4240, 4241, 4247 |
| 21 | Tiszadob, autóbusz-forduló végállomás     | 0  | 4239, 4240, 4241, 4247 |